# Marcos Rivas
Marcos Rivas Barrales (Cidade do México, 25 de novembro de 1947 – Durango, 19 de abril de 2024) foi um futebolista mexicano que competiu na Copa do Mundo FIFA de 1970.